# Сиисо
Сии́со (сесото Siiso, англ. Seeiso) — правящая королевская династия в Лесото, находящаяся у власти с 1822 года.

## История династии
Основателем династии стал Мошвешве I (правил в 1822—1870 годах), объединивший племена сото (суто) и провозгласивший себя верховным вождём Басутоленда. Вынужден был признать протекторат со стороны Великобритании. Его сын Летсие I Мошвешве и все последующие правители Басутоленда носили титул верховных вождей вплоть до 1966 года, когда Мошвешве II, в связи с получением страной полной независимости и переименованием её в Лесото, принял королевский титул. В настоящее время королевский престол занимает его сын Летсие III. Наследником престола является сын Летсие III — принц Леротоли (родившийся 18 апреля 2007 года).

## Верховные вожди и короли
| №   | Портрет        | Имя                                                     | Дата рождения   | Дата смерти      | Начало правления | Окончание правления         | Примечания |
| --- | -------------- | ------------------------------------------------------- | --------------- | ---------------- | ---------------- | --------------------------- | --- |
| 1.  |                | Мошвешве I Moshoeshoe I                                 | 1786            | 11 марта 1870    | 1822             | 18 января 1870              | Вождь народа сото (басуто), объединивший их против британских и бурских колонистов, а также завоевателей, бежавших от растущей мощи зулусов на востоке |
| 2.  |                | Летсие I Мошвешве Letsie I Moshweshwe                   | 1811            | 20 ноября 1891   | 18 января 1870   | 20 ноября 1891              | Сын Мошвешве I |
| 3.  |                | Леротоли Летсие Lerotholi Letsie                        | 1836            | 19 августа 1905  | 20 ноября 1891   | 21 августа 1905             | Сын Летсие I Мошвешве |
| 4.  |                | Летсие II Леротоли Letsie II Lerotholi                  | 1867            | 28 января 1913   | 21 августа 1905  | 28 января 1913              | Сын Леротоли Летсие |
| 5.  |                | Натаниэль Гриффит Леротоли Nathaniel Griffith Lerotholi | 1870            | июль 1939        | 11 апреля 1913   | июль 1939                   | Сын Леротоли Летсие |
| 6.  |                | Симон Сиисо Гриффит Simon Seeiso Griffith               | 1905            | 26 декабря 1940  | 3 августа 1939   | 26 декабря 1940             | Сын Натаниэля Гриффита Леротоли |
| —   |                | Габасане Масофа Gabasane Masopha                        | 26 декабря 1903 | 28 января 1941   | 26 декабря 1940  | 28 января 1941              | Регент Басутоленда |
| —   |                | Мантсебо Амелия Матсаба Mantsebo Amelia 'Matsaba        | 1902            | 1964             | 28 января 1941   | 12 марта 1960               | Регент Басутоленда |
| 7.  |                | Мошвешве II Moshoeshoe II                               | 2 мая 1938      | 15 января 1996   | 12 марта 1960    | 4 октября 1966              | Сын Верховного вождя Басутоленда Симона Сиисо Гриффита и Монтсебо Амелии Мансабы. Верховный вождь Басутоленда (1960—1966)                              |
| I.  | 4 октября 1966 | Мошвешве II Moshoeshoe II                               | 2 мая 1938      | 15 января 1996   | 10 февраля 1970  | С 1966 года — король Лесото | |
| —   |                | Джозеф Леабуа Джонатан Joseph Leabua Jonathan           | 30 октября 1914 | 5 апреля 1987    | 10 февраля 1970  | 5 июня 1970                 | Премьер-министр в качестве главы государства |
| —   |                | Мамохато Беринг Сиисо 'Mamohato Bereng Seeiso           | 28 апреля 1941  | 6 сентября 2003  | 5 июня 1970      | 5 декабря 1970              | Королева-регент |
| I.  |                | Мошвешве II Moshoeshoe II                               | 2 мая 1938      | 15 января 1996   | 5 декабря 1970   | 12 ноября 1990              | 2-е правление |
| —   |                | Мамохато Беринг Сиисо 'Mamohato Bereng Seeiso           | 28 апреля 1941  | 6 сентября 2003  | 10 марта 1990    | 12 ноября 1990              | Королева-регент |
| II. |                | Летсие III Letsie III                                   | 17 июля 1963    | ныне здравствует | 12 ноября 1990   | 25 января 1995              | Сын короля Мошвешве II и королевы Мамохато 1-е правление Отрёкся от престола в 1995 году в пользу своего отца                                          |
| I.  |                | Мошвешве II Moshoeshoe II                               | 2 мая 1938      | 15 января 1996   | 25 января 1995   | 15 января 1996              | 3-е правление |
| —   |                | Мамохато Беринг Сиисо 'Mamohato Bereng Seeiso           | 28 апреля 1941  | 6 сентября 2003  | 15 января 1996   | 7 февраля 1996              | Королева-регент после смерти мужа — короля Мошвешве II.                                                                                                |
| II. |                | Летсие III Letsie III                                   | 17 июля 1963    | ныне здравствует | 7 февраля 1996   | настоящее время             | 2-е правление |